# Палац-Садиба Курісів
Палац-Садиба Курісів, Маєток Покровське, або Замок Куріса — архітектурна пам'ятка, що знаходиться у селі Курісове Березівського району Одеської області. Замок закладений полковником Іваном Курісом у 1810 році. На даним момент знаходиться в стані реставрації.

## Історія

### Літопис роду Курісів

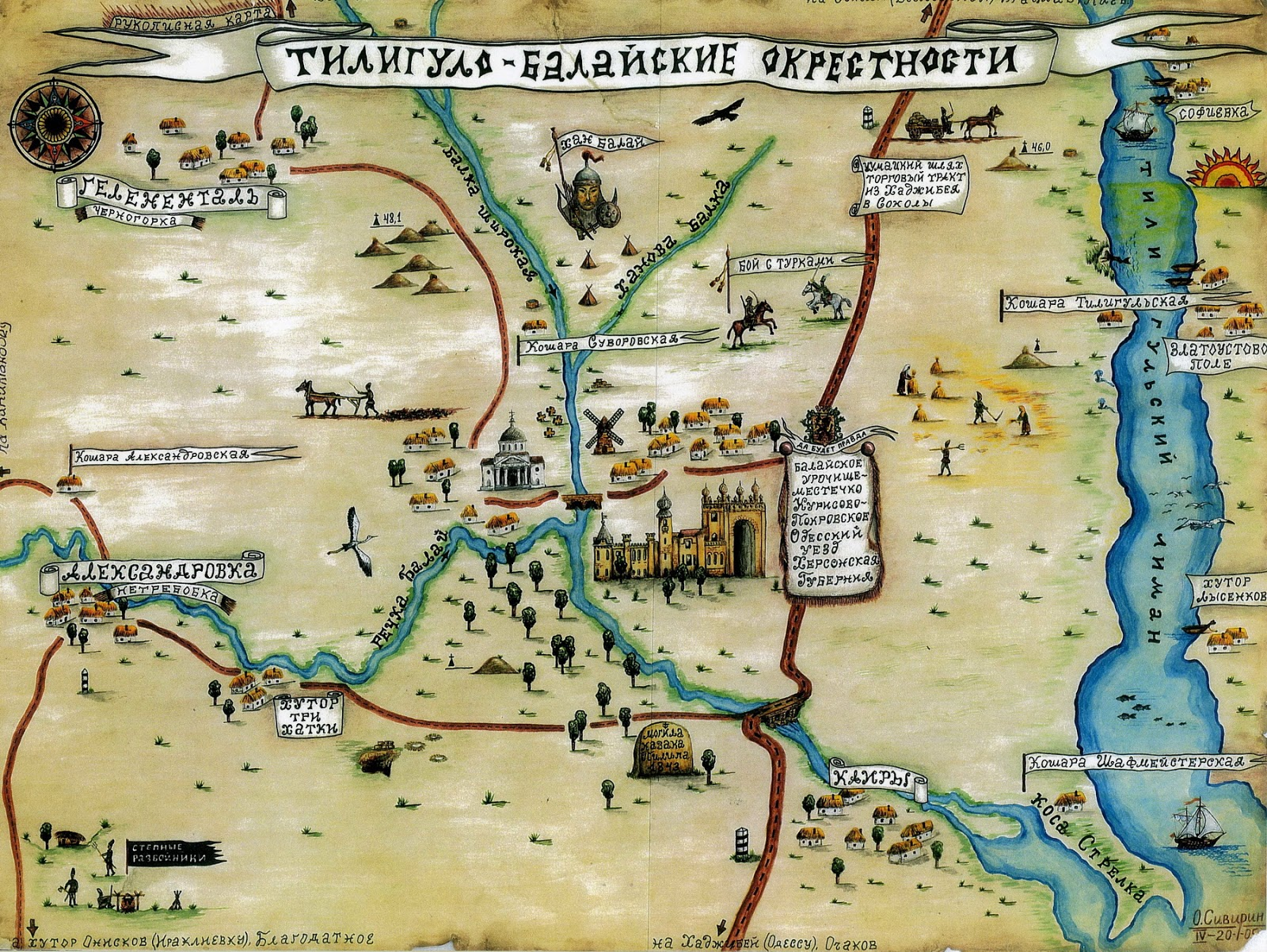
О. Сівірин «Тилігуло-Балайські околиці»

Літопис роду Курісів на українській землі бере свій початок з XVIII століття. Першим його представником, який поселився в причорноморських краях України, був георгіївський кавалер, начальник канцелярії у О. В. Суворова, потім керівник секретного відділу при головкомандувачі — генерал-майор Іван Онуфрійович Куріс. За Причорноморську кампанію підполковник Куріс був пожалуваний нагородою Російської імперії — Орденом Святого Георгія. Статус кавалера Георгіївського хреста означав спадкове дворянство. Тоді ж підполковнику були пожалувані землі на правобережжі річки Тилігул «в новопридбаній від Порти Оттоманській області» (з Відкритого листа від губернатора Катеринослава В. В. Каховського). На отриманих землях полковник Куріс збудував свій маєток. На честь першої православної церкви, поставленої на колишній турецькій землі, Іван Куріс назвав нове помістя Покровським, а також Покровську церкву — пам'ять про Кінбурнську перемогу, одержану армією Суворова над османами.
На громадянській службі був онук Івана Куріса — багатий землевласник, колекціонер, громадський діяч, предводитель дворянства Херсонської губернії, таємний радник Іван Іраклійович Куріс. Майже п'ять поколінь роду Курісів жили тут аж до 1917 року. Одним з нащадків Куріса є прем'єр Франції Габріель Атталь (Gabriel Nissim Attal de Couriss), який відвідав село і палац у 2024 р.

### Закладення маєтку та розбудова палацу
Палац будувався в два етапи: східна частина — в 1810–1820 роках невідомим архітектором, західна — в 1891–1892 роках одеським архітектором М. К. Толвінським.Для будівництва палацу — садиби поміщик привіз до свого маєтку кріпаків із села Луциківка Харківської губернії — каменотеси, теслярі, будівельники. Це були сім'ї найдавніших родин — Данилків, Коваленків, Сурженків, Шевченків, Ткаченків. Споруда нагадує середньовічний замок, який збудований у стилі еклектики, в його декорі використані елементи готики, мавританського і ренесансного стилів.
Палац зведений з каменю-черепашнику й витягнутий зі сходу на захід. Замок розташований на вдало вибраному місці біля лісу, на березі водоймища. Він мав 78 кімнат. Рожева — із дзеркальними стінами і кольоровим паркетом була призначена для дам, що любили помилуватись собою перед балами. Дві високих башти, нагадуючи мусульманські мінарети, із двох сторін охороняють гарно оздоблений головний вхід до замку. У новій частині споруди розташований великий парадний зал без вікон, з верхнім світлом, стелею в палаці був акваріум з чудернацькими рибками. Прикрасою садиби були штучні озера, квітники, фонтани, альтанки. Весь садово-парковий ансамбль розкинувся на 30 десятинах землі і був оазою серед південного степу. Кам'яні і мармурові скульптури прикрашали весь парк. Тут любив прогулюватися український композитор Микола Віталійович Лисенко. Для всіх це було улюблене місце відпочинку. На велику терасу західної стінки з двох сторін ведуть напівкруглі сходи. На самому верху якої добре видно герб, уміло зроблений із каменю, на ньому одягнута в лати рука лицаря, який тримає лаврову гілку, а нижче чіткі літери девізу проголошують «Да будет правда!».

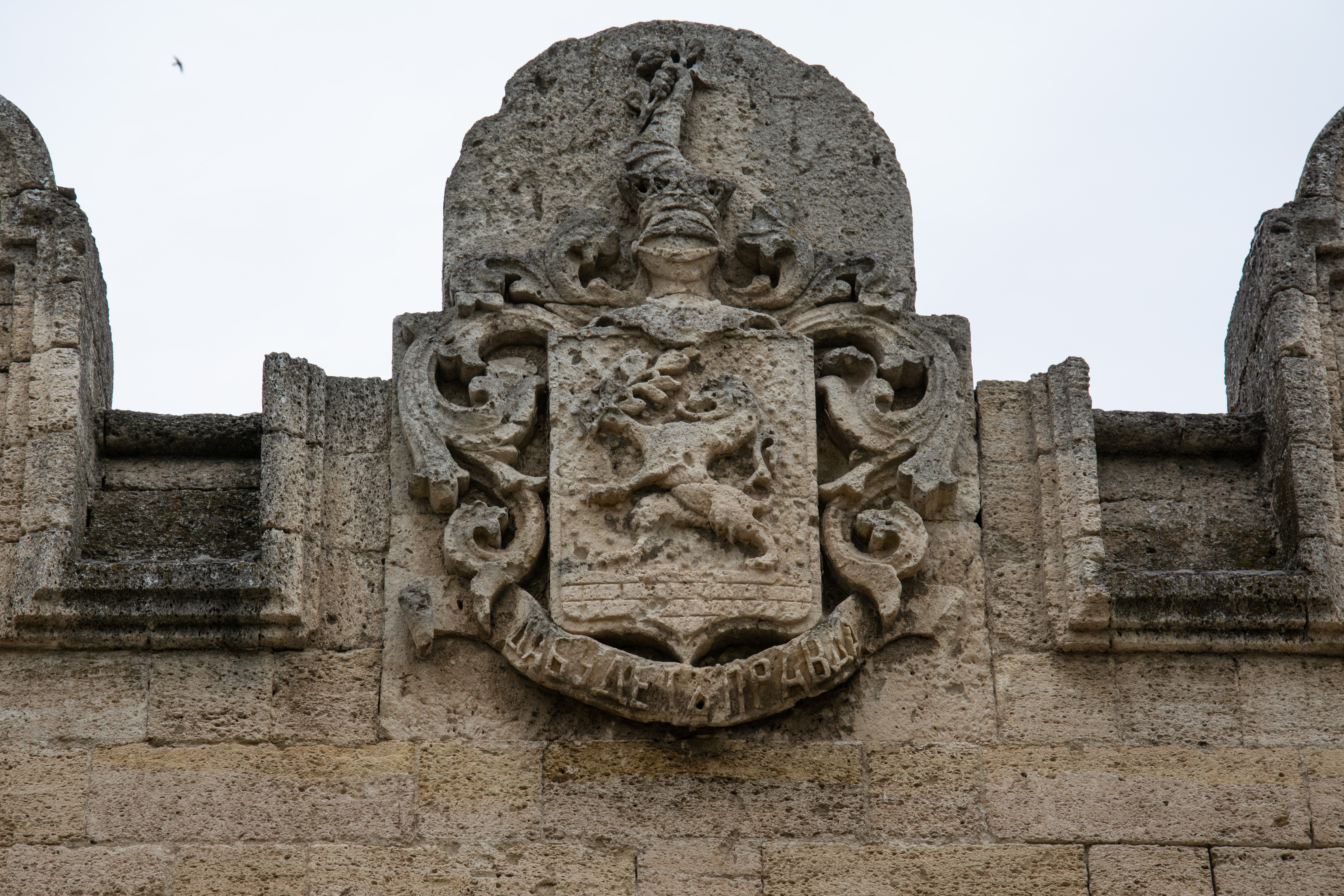
Герб родин Курісів і Ґіжицьких на південному фасаді замку

Два фамільних герба Курісів і Ґіжицьких — «лев» і «лілія» об'єднаних в одну композицію на південному фасаді замка відносяться до роду Ґіжицьких. На південній вежі розташований балкон, який «дивиться» на південний схід в сторону Кінбурнської коси, а далі через Чорне море на Туреччину, це ні що інше як пам'ять про походи та перемоги Івана Онуфрієвича Куріса. Благоустрій родового помістя Курісів продовжив Іван Іраклієвич Куріс. До старої частини замку було добудовано нову західну частину в якій знаходилась чудова бібліотека, яка налічувала близько 20000 тисяч томів, зібрання живопису та гравюр. Не менш унікальною була археологічна колекція Куріса, в яку входили: зібрання грецьких амфор, добрий підбір монет. Багато речей зі своєї колекції Іван Куріс дарував музею Одеської спілки та старожитностей. Унікальний внесок, який складався із 21 предмета був зроблений музею вже після смерті І. І. Куріса його дружиною Любов Іванівна Куріс. В Одеському історико-краєзнавчому музеї зберігається шабля О. В. Суворова, його власна зброя, яка також була подарована Іваном Іраклійовичем музею Спілки і яка дісталася йому в спадок від діда. В наш час п'ять книг із 20-тисячного зібрання І. І, Куріса зберігаються у відділі рукописів та рідкісної книги Одеської ОУНБ ім. М. Грушевського.
План палацу досить складний, він складається з двох- та триповерхових обсягів різної конфігурації: круглого з конусоподібним завершенням з флюгерам, яка нагадує оборонну вежу, що витягнута вгору восьмигранником і схожою на мінарет башти, увінчаної перетягненими цибулинними головками; невеликих терас і великої тераси з півциркульним виступом, на яку з двох сторін ведуть напівкруглі сходи у вигляді входу в мечеть або караван-сарай.
Вікна стрілчастої, колоподібної, цибулиноподібної і прямокутної форми. Кути будівлі гранні, увінчані пінаклями, стіни завершені зубцями у вигляді трилиснику. У новій частині будинку розташований великий парадний зал без вікон, з верхнім світлом. У торцях будинку — великі арочні в'їзди, обрамлені наличниками.
До наших днів збереглися палац, фрагменти парку і господарський корпус. За радянського періоду палац зазнав значної руйнації. Ще більшої — під час пожежі у 1990 році. Зараз повільними темпами будівлю реставрують, але терміни завершення робіт невідомі.

### Занепад палацу

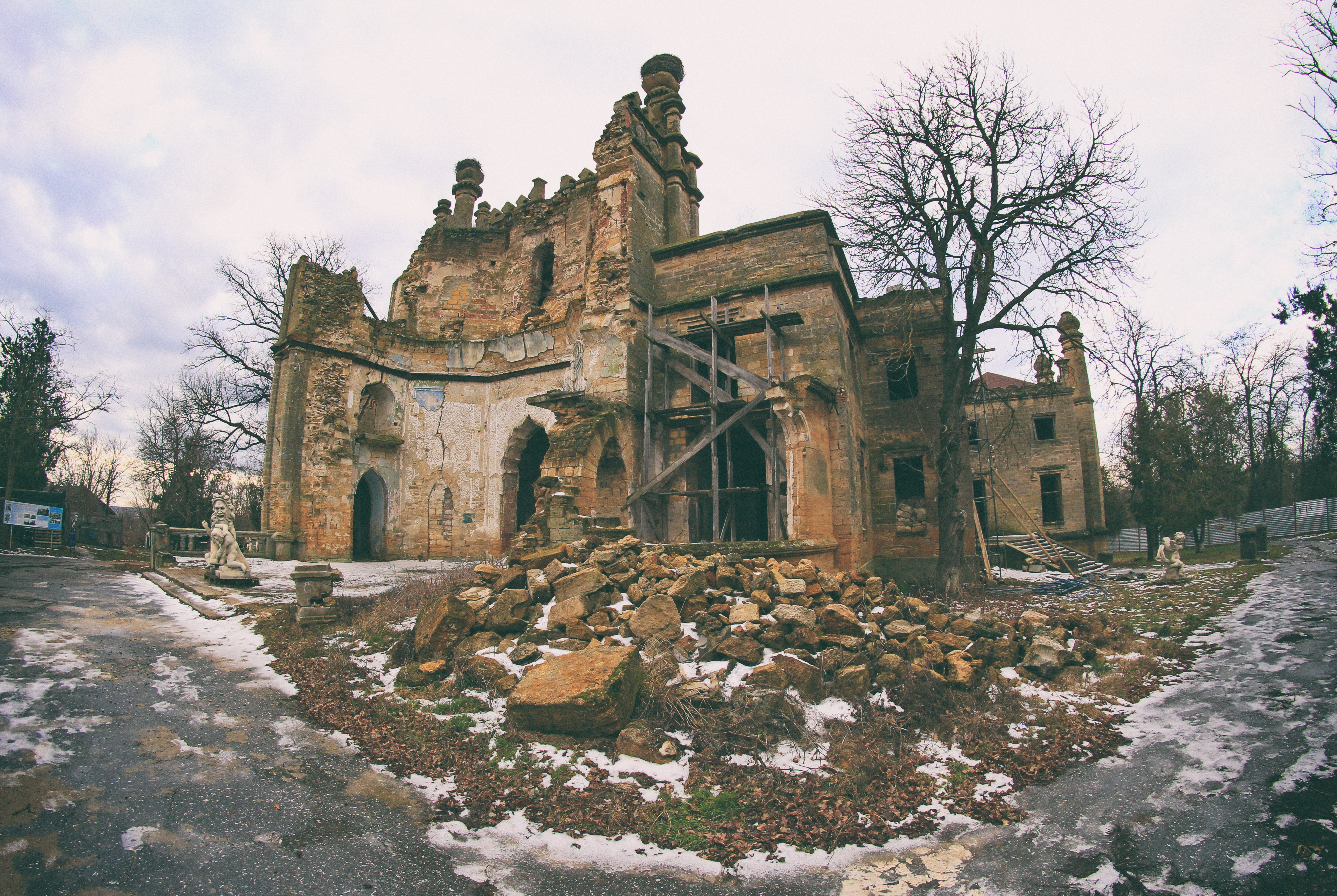
Руїни замку

У 1920-х роках жителі села Курісово-Покровське зібрались і пішли до місцевої церкви, яку побудував генерал Куріс, та поглумилися над прахом членів родини Курісів, похованих у сімейному склепі. Кістки їх витягли з трун та викинули у відкрите поле.
Прямі нащадки генерала Івана Онуфрійовича, за акт вандалізму не дізнались. 25 січня 1920 року при відході денікінських військ з Одеси вони сіли на англійський транспорт і відбули до Константинополя, залишивши свій маєток та свою батьківщину назавжди.
На початку 1920 року палац Курісів було розграбовано під час громадянських повстань. У 1921 році в будівлі палацу розмістилась сільськогосподарська школа.
Другої навали палац зазнав під час Другої світової війни. У ньому було влаштовано румунську комендатуру. Румунські війська при відході вивезли старовинні дзеркала, дубові двері, паркет. Окупанти вирубали англійський парк Курісів. Після війни матеріальні збитки села Петрівка (так за радянської влади назвали Курісово-Покровське) становили 1,5 мільйона доларів.
Але невдовзі палац було відновлено. Хоча і з більш скромним оздобленням. У палаці Курісів продовжував базуватися сільськогосподарський технікум. За ініціюванням останнього діючого директору сільськогосподарського технікуму керівництво домоглися розпорядження про проведення масштабної реставрації — у 1990 році. Був готовий проект реставрації будівлі, виділено кошти з бюджету, знайдено професійних реставраторів зі Львівської філії «Укрпроектреставрації», але втрутилася стихія — літньої ночі під час грози, в замок вдарила блискавка, і до ранку будівля вигоріла вщент.
З того часу замок Курісів поступово руйнується та засмічується.
У 2000 році руїни колишнього родового маєтку відвідував Олександр Олександрович Куріс, прямий нащадок грецького генерала, який проживає в Парижі. Питання викупу спадкового маєтку з ним не обговорювалось.

## Реставрація палацу

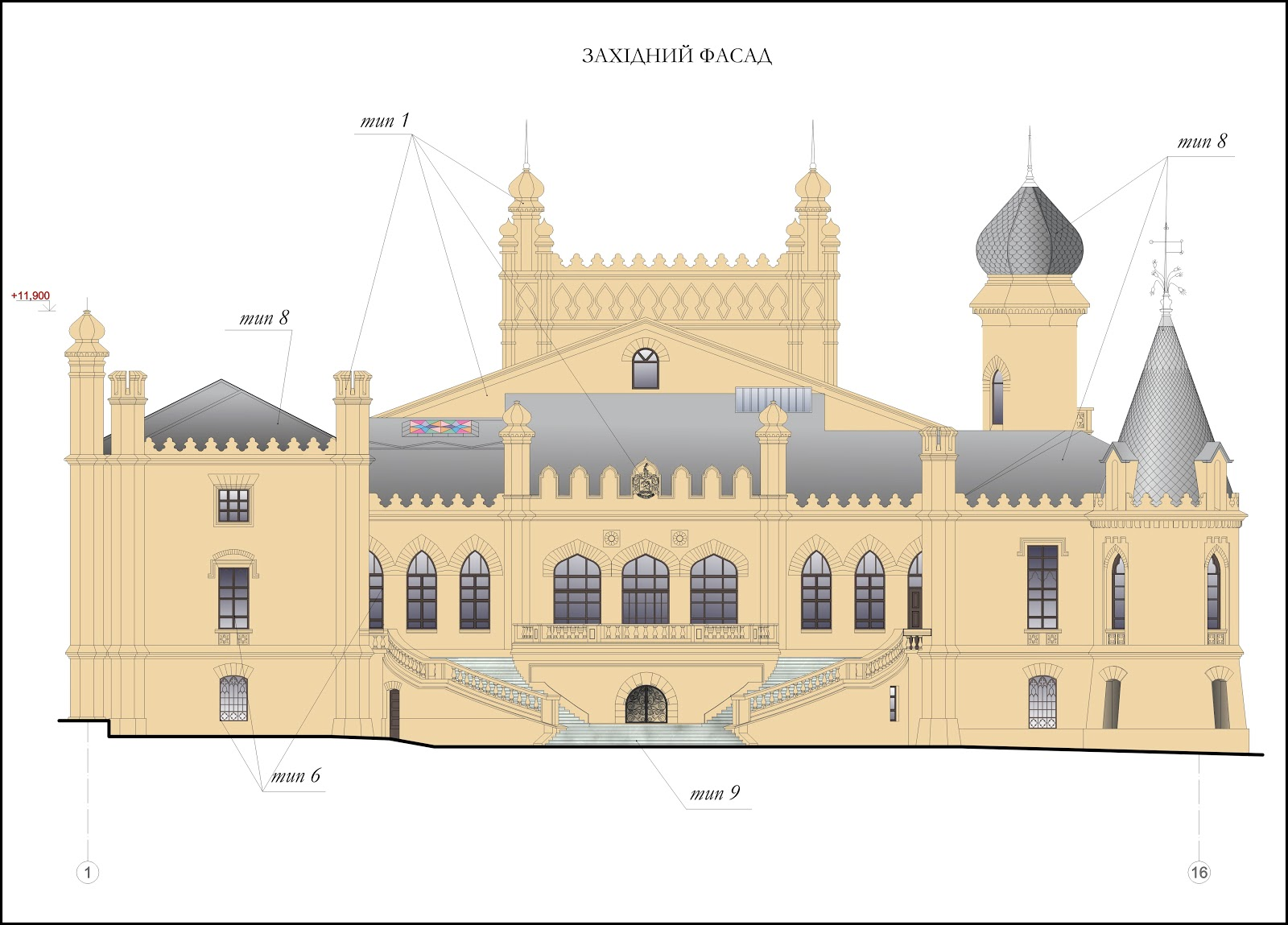
Проект реконструкції будівлі

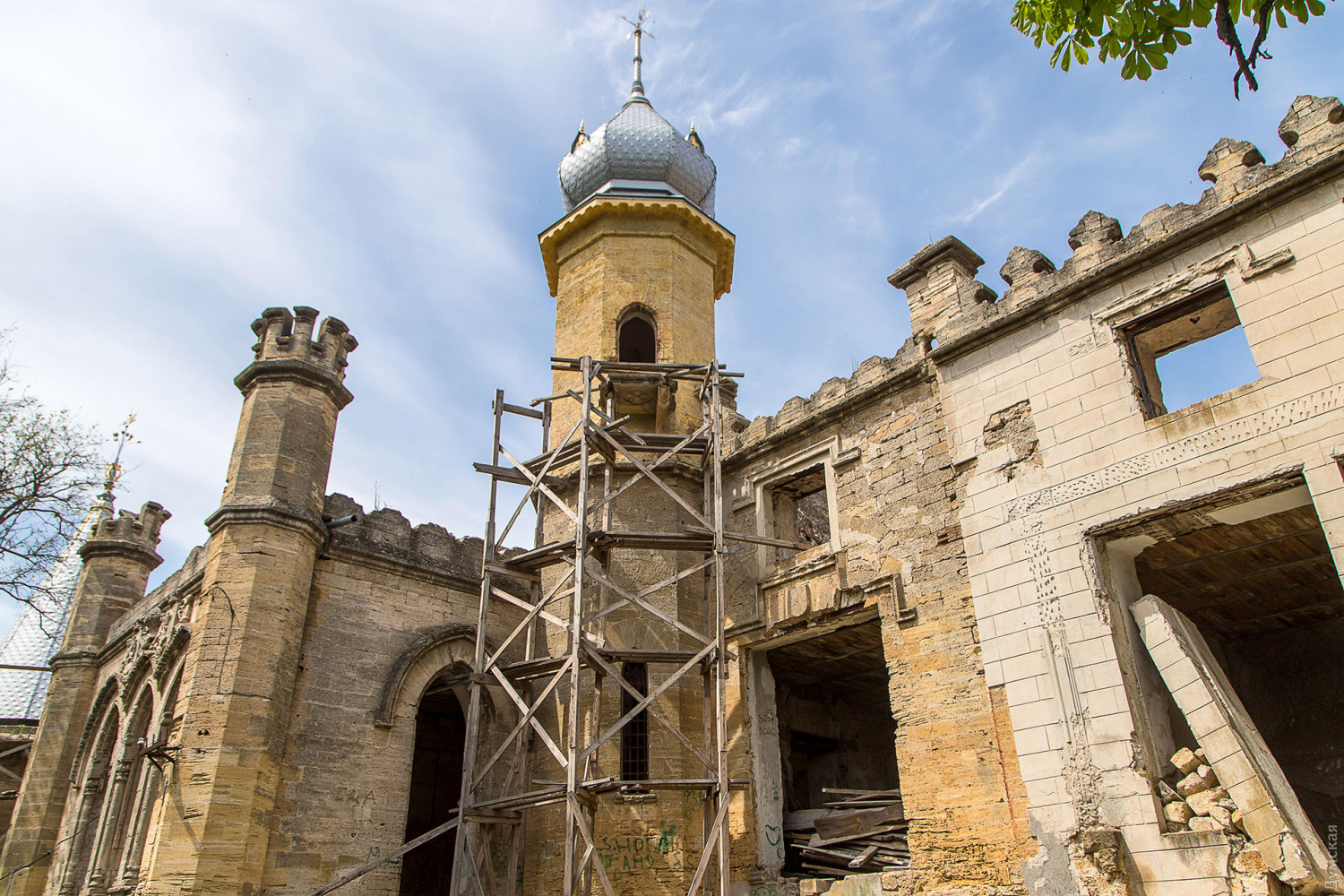
Реконструкція башт палацу

27 червня 2014 року палац Курісів був проданий на аукціоні декільком підприємцям-одеситам. Руїни пішли за стартовою ціною — 1 млн 66 тисяч гривень.
За проектом реставрації 1990 року здійснюються роботи з реставрації пам'ятки. Територію палацу обнесено парканом для запобігання актів вандалізму, але доступ до будівлі залишається відкритим. У 2015 році волонтери розчистили джерело річки Балай, біля якої стоїть замок Курісів. Це допомогло відновити течію самої річки Балай, і наповнити курісівські ставки біля палацу. Наразі реконструкція будівлі триває. Замінено повністю покрівлю по всьому периметру палацу, відновлюється фасад.

## Галерея

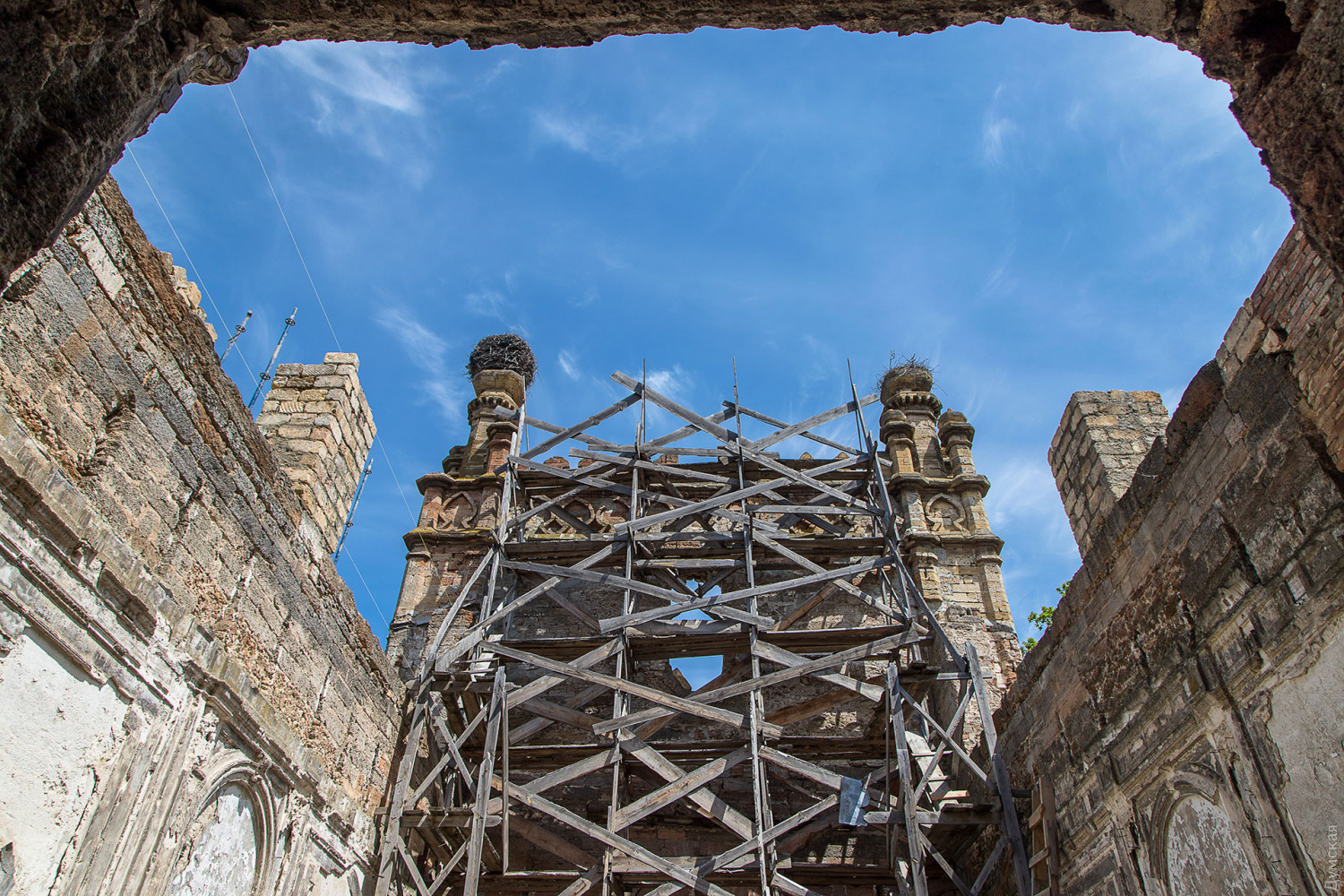
Процес реставрації палацу
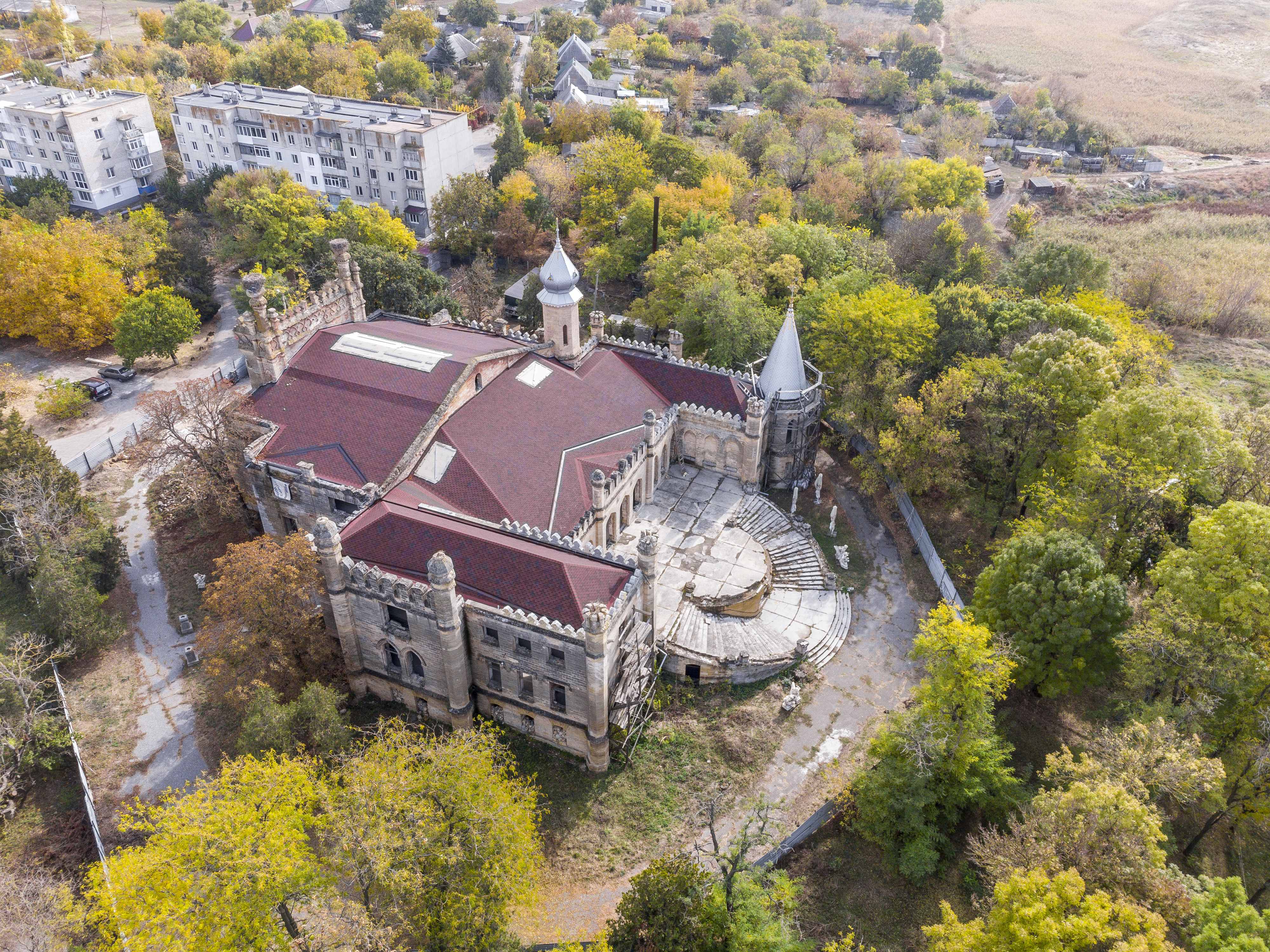
Аерофотографія палацу